# تسجيلات جاك ريكوردز
تسجيلات جاك ريكوردز هي شركة تسجيل أسسها مغني الراب والمغني الأمريكي ترافيس سكوت . تشمل أعمال نشاطها الحالية ترافيس وشيخ وس ودون توليفر وونداجورل و ليل داهم.  